# Демчишин, Ростислав Петрович
Ростислав Петрович Демчишин (укр. Ростислав Петрович Демчишин; род. 2 октября 1948) — украинский композитор и дирижёр. Заслуженный деятель искусств Украины.

## Биография
Закончил Львовскую консерваторию в 1988 году.
Дирижёр Львовского оперного театра, хормейстер и дирижёр Галицкого камерного хора (Львов). В 1989 году создал и возглавил Галицкий симфонический оркестр, с 1993 года возглавляет ансамбль «Галицкая ревия».
В 1987 году Ростислав Демчишин написал траурный гимн для домашних животных. В 2004 году написал два гимна — для двоечников и отличников.
Член Национального союза композиторов Украины с 2007 года.
Супруга — Леся Боровец, заслуженный деятель искусств Украины (с 1996).